# 山田アツシ
山田 敦士（やまだ あつし）は、日本の写真家。熊本県出身。
(富士フォトサロン新人賞受賞時の表記は山田アツシ)

## 受賞歴
- 2006年、富士フォトサロン新人賞 受賞

## 写真集
- 2007年『LOVE! LIFE! LIVE!』（ ポイズン・エディターズ/星雲社）